# Estrella Damm

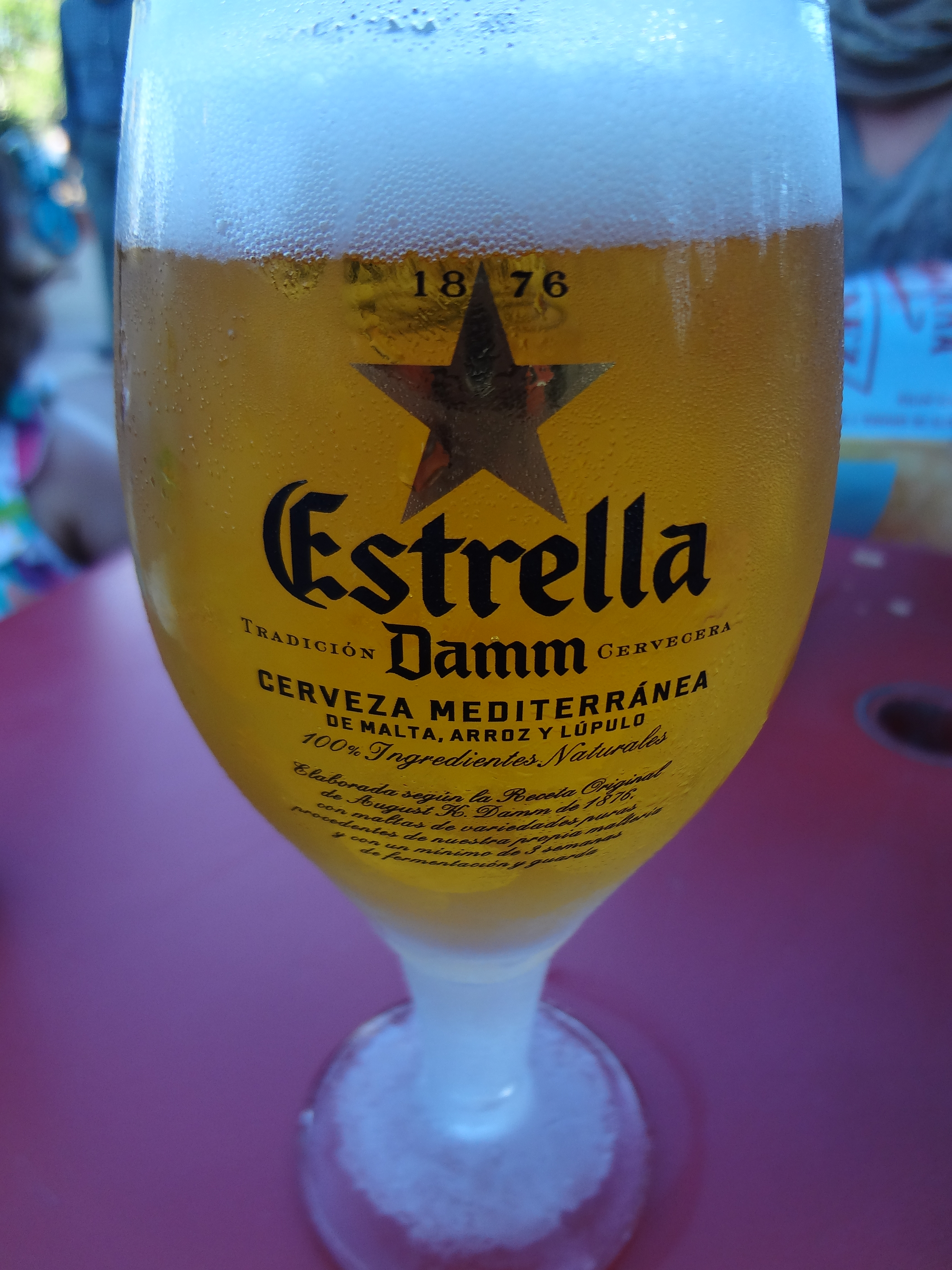
Estrella Damm, Madrid.

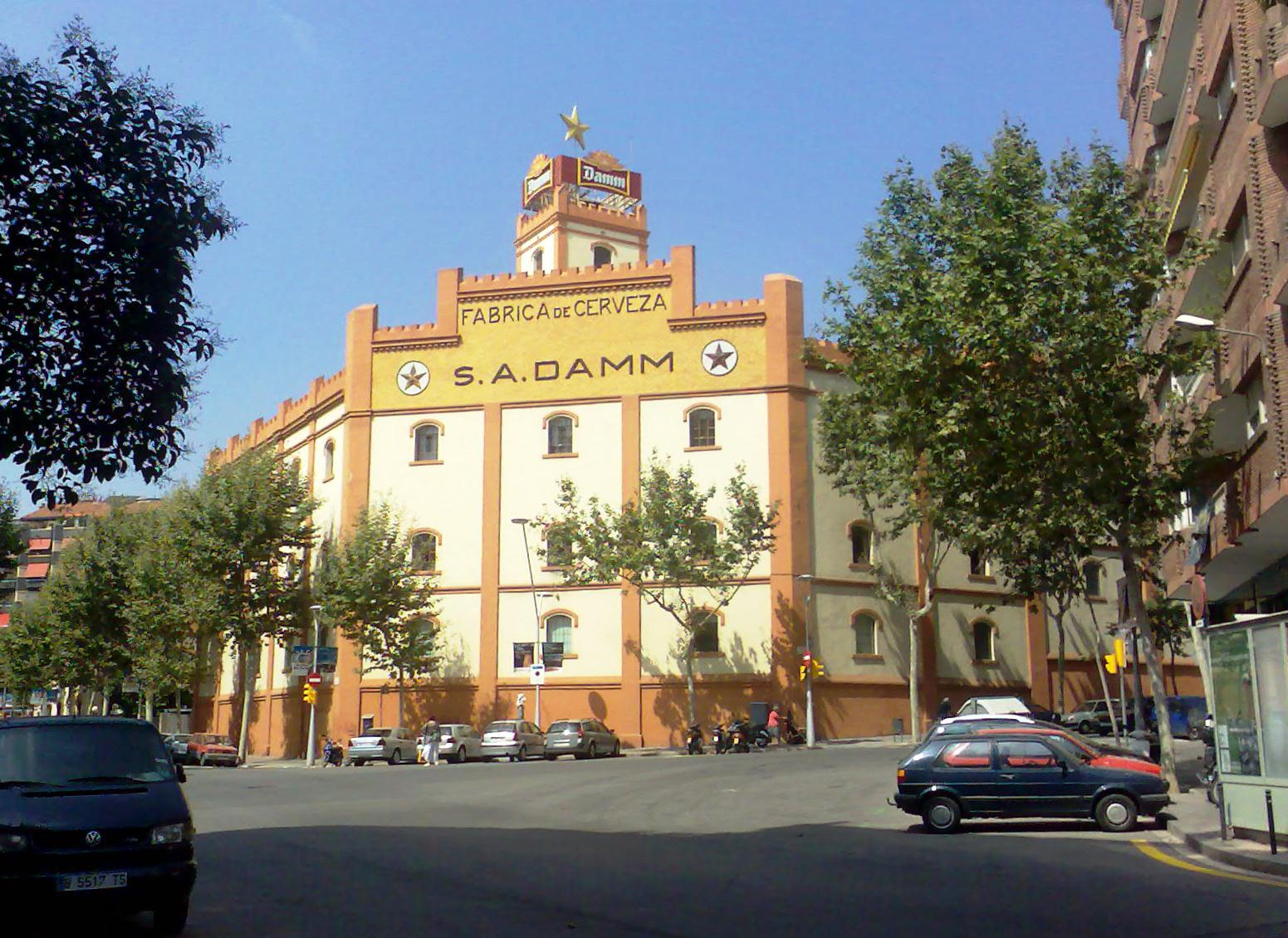
Bryggeriet i Barcelona

Estrella Damm är ett ljust katalanskt öl med lång tradition. Ölet bryggs av det kända bryggeriet SA Damm i Barcelona sen 1876 och är bryggeriets mest ansedda produkt.
Ölet säljs i Sverige på 33cls flaskor på Systembolaget med en volymprocent på 4,6, samt i 33cls burkar utan alkohol. Smaken beskrivs som maltig med inslag av knäckebröd och citrus.